# Єдинство Путеви
Футбольний клуб Єдинство Путеви (Ужице) або просто Єдинство Путеви (серб. Фудбалски клуб Jeдинcтвo Путеви) — професійний сербський футбольний клуб з міста Ужиці.

## Історія
Клуб було засновано в 1961 році. Протягом тривалого часу клуб не мав жодних вагомих досягнень. Але вони перервали цю неприємну традицію в сезоні 2011/12 років, коли зуміли виграти Сербську лігу Захід та кваліфікуватися для участі в Першій лізі Сербії, другому за значенням чемпіонаті у системі футбольних ліг Сербії. В першій частині сезону 2012/13 років «Єдинство» посідало 4-те місце та боролося за вихід до Суперліги, але за підсумками другої частини чемпіонату клуб посів 6-те місце. Загалом у Першій лізі команда провела три сезони, але в сезоні 2014/15 років вона посіла 14-те місце та вибула до Сербської ліги Захід.

## Досягнення
- Сербська ліга Захід
  -  Чемпіон (1): 2011/12

## Відомі гравці
- Неманья Видич
- Богдан Планич
- Саша Мишич